# Yüksek Sadakat
«Yüksek Sadakat» — (назва означає буквальний переклад терміна Hi-Fi турецькою мовою) — турецький рок-гурт. Колектив утворений в 1997, і знаходився на піку популярності в 2006 році після випуску дебютного однойменного альбому.
1 січня 2011 гурт був обраний, щоб представляти Туреччину на конкурсі пісні Євробачення 2011. Пісня була обрана 19 лютого 2011 — «Live It Up».

## Дискографія
- 2006 — Yüksek Sadakat
- 2008 — Katil & Maktül